# جوزيف غيل
جوزيف غيل (بالإنجليزية: Joseph Gale)‏ هو سياسي أمريكي، ولد في 29 أبريل 1807 في واشنطن العاصمة في الولايات المتحدة، وتوفي في 13 ديسمبر 1881 في الولايات المتحدة.